# I'm Still Livin'
I'm Still Livin' — десятий студійний альбом американського репера Z-Ro, виданий 7 листопада 2006 р. лейблами Asylum Records і Rap-A-Lot Records. На час виходу платівки виконавець перебував за ґратами за володіння наркотиками. Перед тим, як сісти до в'язниці, Z-Ro заявив, що альбом стане останнім у його кар'єрі, проте пізніше він змінив свої плани.
Виконавчий продюсер: Дж. Прінс. Мастеринг: Майк Дін (на Dean's List House of Hits). Виробник носіїв: Rainbo Records. Дизайн, оформлення, фото: Collision, Майк Фрост, SLFEMP.COM. Звукорежисери: Корі Мо, Майк Дін, Майк Мо, Містер Лі. Chopped and Screwed-версію зробив Пол Волл.
«Still Livin'» записали до смерті Big Hawk. «Man Cry» потрапила до студійного альбому Scarface My Homies Part 2. Куплети Z-Ro з «One Deep» також присутні на «No Help» з платівки Trae Restless.

## Список пісень
| №  | Назва                   | Продюсер                         | Запрошені гості | Тривалість |
| -- | ----------------------- | -------------------------------- | --------------- | ---------- |
| 1  | «City Streets»          | Mike Dean                        |                 | 5:27       |
| 2  | «Continue 2 Roll»       | Mike Dean                        | Tanya Herron    | 3:33       |
| 3  | «True Hero Under God»   | Mike Dean                        |                 | 3:44       |
| 4  | «One Deep»              | Mike Dean                        |                 | 4:22       |
| 5  | «M16»                   | Enigma                           | P.O.P., Trae    | 4:32       |
| 6  | «Remember Me»           | Z-Ro                             | Bun B, P.O.P.   | 4:12       |
| 7  | «Keep On»               | Mike Dean                        |                 | 3:49       |
| 8  | «What's Goin' On?»      | Enigma                           |                 | 3:38       |
| 9  | «Let the Truth Be Told» | Mr. Lee                          | Lil' Keke       | 3:48       |
| 10 | «Man Cry»               | Mike Dean                        |                 | 4:30       |
| 11 | «No More Pain»          | Bigg Tyme; Big Mario (співпрод.) |                 | 3:24       |
| 12 | «Still Livin'»          | Z-Ro                             | Trae, Big Hawk  | 3:57       |
| 13 | «Homey, Lover, Friend»  | Mike Dean                        |                 | 3:56       |
| 14 | «Love Ain't Live»       | Dani Kartel                      |                 | 4:05       |
| 15 | «Battlefield»           | Mike Dean                        | Tanya Herron    | 4:20       |

## Семпли
- «Continue 2 Roll» — «True» у вик. Spandau Ballet.
- «True Hero Under God» — «So Amazing» у вик. Лютера Вандросса.
- «Man Cry» — «I Seen a Man Die» у вик. Scarface.
- «Battlefield» — «Love Is a Battlefield» у вик. Пет Бенатар.

## Чартові позиції
| Чарт (2006)               | Найвища позиція |
| ------------------------- | --------------- |
| США                       | 75              |
| US Top R&B/Hip-Hop Albums | 14              |